# Visorio
San Visorio (pronunciado [saɳbi'soɾjo] en aragonés (AFI)) fue un ermitaño de origen franco que se estableció en los montes de Sobrarbe para dedicarse a la vida contemplativa alrededor del año 1000, y muerto en fechas desconocidas a manos de los musulmanes de Al-Ándalus. Es poca la información que se tiene de este santo, el culto del cual estaba (y está) restringido a tierras aragonesas y también a algunos lugares del departamento de los Altos Pirineos, Francia (en donde se le conoce con el nombre de «Sent Missolin» [sɛɳmisu'lin] en occitano (AFI)). No hay datos oficiales de que se haya reconocido o canonizado por la Iglesia Católica, aunque la canonización popular es muy antigua.

## Vida y milagros
La tradición francesa sobre la vida de este santo cuenta que era natural de la localidad bigordana de Cadeilhan, en el valle de Aura. Siendo joven era pastor de ovejas. En una incursión de milicias musulmanas que entraron a través del puerto se produjeron muchos daños en la tierra del santo, y él mismo se encontró privado de animales y sustento como muchos vecinos suyos. A partir de ese momento, y éste es el principal milagro que se le atribuye, el joven San Visorio comenzó a predicar por las aldeas y pueblos de su comarca una revuelta que diese fin a las incursiones de los soldados del Islam que, una y otra vez, venían del lado español y tanto mal proporcionaban a esa tierra. En cabeza de un pequeño ejército, asegura la tradición, compuesto de labradores y ganaderos de los valles de Bigorra, cayó de improviso sobre el ejército musulmán que era mucho más numeroso y que marchaba por esos mundos, y les consiguió hacer mucho daño y muerte, forzándoles a retirarse a la vertiente española y ganando una época de paz a sus convecinos.
Convencido del poder de la fe cristiana, decidió marchar a predicar el cristianismo a la tierra de la cual habían venido los moros, y atravesó los puertos entrando en el Sobrarbe. Llegando a la Sierra de San Visorio (que recibe ese nombre de él) al lugar de lo que hoy es San Vicente de Labuerda, coincidió con un eremita que también predicaba de manera itinerante por las regiones de España que no eran ocupadas por el poder musulmán, y que tenía por nombre Froilán. De San Froilán aprendió los secretos del misticismo y de la vida eremítica, acrecentando sus conocimientos sobre la fe cristiana, y a consecuencia de esas enseñanzas acogió a dos discípulos para que aprendiesen, y se quedó a vivir en la cueva en la que había recibido las enseñanzas de San Froilán.
En una fecha indeterminada una tropa de musulmanes se adentró por la sierra en la que vivían, y cuenta la tradición que, en la celebración de una misa, una flecha disparada por un arquero moro segó la vida de San Visorio cuando levantaba las manos en el ademán de la transubstanciación (hay que pensar en el simbolismo de esta afirmación: en la fe cristiana, la eucaristía es el momento de mayor proximidad a Dios), mientras que el resto de la tropa caía sobre sus dos discípulos, que de acuerdo con la tradición, fueron decapitados. Los cadáveres de los tres se recuperaron la mañana siguiente, porque un habitante de Banastón se dio cuenta desde su aldea del fuego que quemaba la capilla y una parte del bosque alrededor de la cueva en la que vivían, y dio el aviso en los pueblos de Labuerda y San Vicente de Labuerda. Se dice que fueron los habitantes de estos tres lugares los que encontraron los cadáveres, y por eso son esos los tres pueblos de Aragón que todavía en la actualidad le rinden devoción.
La Iglesia de San Vicente de Labuerda, fundada algunos siglos después, es el templo en el que, de acuerdo con la tradición, se conservan los huesos en el osario. El altar mayor del dicho templo guarda un retablo en forma de tríptico pictórico, hecho en el siglo XVI y restaurado hace pocos años, en el que se representa la vida del santo.
Décadas después de su muerte, se construyó en la cueva de la Sierra de San Visorio en la que el mártir había vivido una ermita rupestre de pequeñas dimensiones, guardándose parcialmente las paredes de la propia cueva como estructura de soporte del edificio, y alargando el tamaño de este algunos metros hacia fuera. La ermita medieval, posiblemente del siglo XI o siglo XII, se sustituyó por una ermita bien austera, con fachada exterior de estilo local en piedra y sin ninguna ornamentación, en el siglo XVIII. La ermita moderna conserva los frescos románicos en el interior. Actualmente, la ermita que se puede visitar es la remodelación de aquella (especialmente, el tejado, que debió sustituirse) hecha en el siglo XX.

## Romería
Una vez al año, por lo general el primer domingo del mes de mayo, se suele hacer una romería popular que, saliendo de San Vicente de Labuerda, sube hacia la ermita en la que los asistentes disponen de un refrigerio y celebran un almuerzo. En tiempos también se decía misa en la ermita, pero dado que la media de edad de los creyentes que van de romeros se ha ido haciendo cada vez más grande y muchos se han visto impedidos a subir los más de 2 kilómetros de cuestas que llevan hacia la ermita, la misa se ha trasladado a la iglesia de San Vicente de Labuerda, que es de mejor acceso con vehículos particulares.
Celebran esta peculiar romería los pueblos de Labuerda y San Vicente de Labuerda (que actúan como anfitriones, pagando el Ayuntamiento la torta que se reparte), Banastón (aldea de Aínsa) y Cadeilhan-Trachère, (Pirineo francés), el municipio ultrapirenaico al que se ha atribuido tradicionalmente ser lugar de nacimiento de San Visorio.